# Mark Scanlon
Mark Scanlon es un ex ciclista profesional irlandés. Nació en Sligo el 10 de octubre de 1980. Fue profesional entre 2001 y 2007, ininterrumpidamente.
Como amateur fue campeón del mundo cuando era juvenil, en el mundial disputado en Valkenburg, en 1998.
Su mayor éxito como profesional fueron los dos campeonatos de Irlanda de ciclismo en ruta que obtuvo en 2002 y 2003.

## Palmarés
1999
- 3.º en el Campeonato de Irlanda en Ruta

2000
- 2.º en el Campeonato de Irlanda en Ruta
- 2 etapas del Tour de Hokkaido

2001
- 2.º en el Campeonato de Irlanda en Ruta  (como amateur)[1]
- FBD Milk Ras[2]

2002
- Campeonato de Irlanda en Ruta

2003
- Campeonato de Irlanda en Ruta
- 1 etapa de la Vuelta a Dinamarca

2004
- G. P. Tallin-Tartu
- G. P. Tartu

2005
- 1 etapa del Circuito de las Ardenas
- 2.º en el Campeonato de Irlanda en Ruta

## Equipos
- Linda McCartney (2000-2001)[3]
- Mercury (2001) (como amateur)
- Ag2r (2001[4]-2006)
- Toyota (2007)